# هاگ ان در آمپر
هاگ ان در آمپر (به آلمانی: Haag an der Amper) یک شهر در آلمان است که در بایرن واقع شده‌است.

## خصوصیات
هاگ ان در آمپر ۲۱٫۷۰ کیلومترمربع مساحت دارد ۴۴۰ متر بالاتر از سطح دریا واقع شده‌است.